# Reacció de Wolffenstein-Böters
La reacció de Wolffenstein-Böters és una reacció química orgànica en la qual el benzè reacciona amb una barreja d'àcid nítric aquós i nitrat de mercuri (II) per donar com a producte àcid pícric.

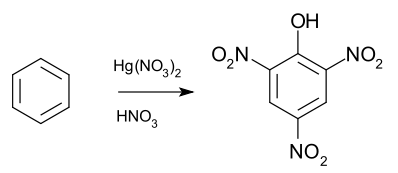

D'acord amb una sèrie d'estudis, el nitrat de mercuri (II) primer converteix el benzè en nitrosobenzè, convertint-se així en una sal de diazoni i posteriorment a fenol. Aquest activa fortament al benzè, permetent així la posterior nitració exhaustiva de l'anell aromàtic. La presència del nitrit és fonamental per a la reacció. Diversos experiments demostren que quan s'utilitza urea (utilitzada com a trampa de nitrits) l'àcid pícric deixa de formar-se.
Una reacció conceptualment relacionada és la reacció de Bohn-Schmidt (1889), la qual implica la hidroxilació d'una hidroxiantraquinona amb àcid sulfúric en presència de plom, mercuri o seleni per donar així una antraquinona polihidroxilada.

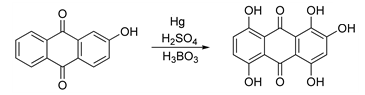

Aquesta reacció rep el nom dels seus descobridors, els químics alemanys Richard Wolffenstein (1864-1929) i Oskar Böters (1848-1912).

## Reacció general
El benzè reacciona amb l'àcid nítric en presència de nitrat de mercuri (II). Si s'utilitza un 50% d'àcid nítric a 30 °C, es forma dinitrofenol, i amb un 60% d'àcid nítric es produeix trinitrofenol a 100 °C:

## Mecanisme de reacció
El següent mecanisme de reacció prové del llibre Comprehensive Organic Name Reactions and Reagents i només existeix un mecanisme de reacció possible:

El benzè forma un enllaç de valència secundària amb el nitrat de mercuri (II), en què els electrons π del sistema d'anells interactuen amb els ions de mercuri carregats positivament. L'aigua afegida s'afegeix al benzè (1) amb l'eliminació d'un protó. Al mateix temps, es forma un enllaç d'electrons σ des del benzè fins al mercuri amb l'alliberament d'un anió nitrat. En tornar-se a la deposició es torna a dipositar l'àcid nítric i apareix fenol (2).
Si (2) es fa reaccionar ara amb pentaòxid de dinitrogen, que primer s'ha d'obtenir a partir d'àcid nítric (en posició orto o para), la nitració té lloc amb l'eliminació de l'àcid nítric. Si es repeteix la nitració amb òxid nitrós, es forma el 2,4-dinitrofenol (3). Depenent de la concentració d'òxid nitrós i de la temperatura de reacció, reacciona més fins al 2,4,6-trinitrofenol (4).

## Problema amb el mercuri
Aquesta reacció utilitza mercuri, que és una de les substàncies més tòxiques. En aquesta reacció, el valor proposat és 0,42 mol per cada 100 g de benzè, és a dir, 84,24 g. El mercuri es recicla gairebé sense pèrdues.